# Старое Поддубье
Ста́рое По́ддубье — деревня в Гатчинском муниципальном округе Ленинградской области.

## История
Деревня Поддубье упоминается среди населённых пунктов Никольского Грезневского погоста по переписи 1500 года.
Затем как пустошь Poddubie Ödhe в Грезневском погосте в шведских «Писцовых книгах Ижорской земли» 1618—1623 годов.
На карте Ингерманландии А. И. Бергенгейма, составленной по материалам 1676 года, обозначена как деревня Podubia.
На «Карте Санкт-Петербургской губернии» Я. Ф. Шмидта 1770 года она обозначена как Подусье. 

СТАРОЕ ПОДДУБЬЕ — деревня Вырской мызы, принадлежит Марии Федотовне Данауровой, действительной тайной советнице и кавалерственной даме, число жителей по ревизии: 45 м. п., 46 ж. п.  (1838 год)

На картах Ф. Ф. Шуберта 1844 года и С. С. Куторги 1852 года она обозначена как деревня Поддубье.

ПОДДУБЬЕ СТАРОЕ И НОВОЕ — деревни тайного советника Донаурова, по почтовому тракту, число дворов — 36, число душ — 109 м. п. (1856 год)

В середине 1850-х годов в деревне проживали 32 человека (7 м. п., 25 ж. п.) старообрядцев беспоповцев федосеевского согласия.
Согласно «Топографической карте частей Санкт-Петербургской и Выборгской губерний» в 1860 году деревня Старое Поддубье состояла из 13 крестьянских дворов.

ПОДДУБЬЕ СТАРОЕ — деревня владельческая при колодце по старому Белорусскому тракту, число дворов — 33, число жителей: 82 м. п., 106 ж. п. (1862 год)

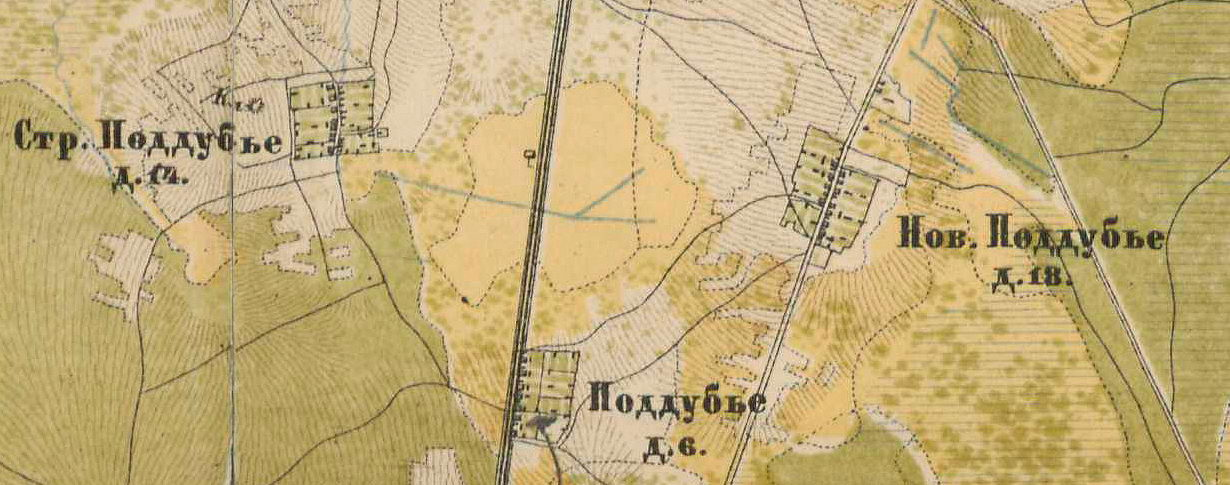
План деревень Поддубье. 1885 год

В 1885 году деревня насчитывала 14 дворов.
В конце XIX — начале XX века деревня административно относилась к Рождественской волости 2-го стана Царскосельского уезда Санкт-Петербургской губернии.
К 1913 году количество дворов увеличилось до 16.
С 1917 по 1922 год деревня Старое Поддубье входила в состав Поддубского сельсовета Рождественской волости Детскосельского уезда.
С 1922 года в составе Вырского сельсовета.
С 1923 года в составе Гатчинского уезда.
Согласно данным переписи населения СССР 1926 года в деревне Поддубье Старое Вырского сельсовета Рождественской волости Троцкого уезда проживали 193 человека, большинство русские, а также финны.
С 1927 года в составе Гатчинского района.
С 1928 года в составе Меженского сельсовета.
По данным 1933 года деревня Старое Поддубье  входила в состав Меженского сельсовета Красногвардейского района.

План деревни Старое Поддубье. 1939 год

Согласно топографической карте 1939 года деревня насчитывала 34 двора.
C 1 августа 1941 года по 31 декабря 1943 года деревня находилась в оккупации.
С 1954 года, в составе Рождественского сельсовета.
По данным 1966, 1973 и 1990 годов деревня Старое Поддубье также входила в состав Рождественского сельсовета Гатчинского района.
В 1997 году в деревне проживали 45 человек, в 2002 году — 51 человек (русские — 86%), в 2007 году — 24, в 2010 году — 39.

## География
Деревня расположена в юго-западной части района близ автодороги Р23 «Псков» (E 95, Санкт-Петербург — граница с Беларусью).
Расстояние до административного центра поселения, села Рождествено — 6 км.
Расстояние до ближайшей железнодорожной станции Сиверская — 7 км.

## Демография
| 1862 | 2007 | 2010 | 2011 | 2017 |
| ---- | ---- | ---- | ---- | ---- |
| 188  | ↘24  | ↗39  | ↘35  | ↘31  |

### Национальный состав
Согласно данным Всероссийской переписи населения 2021 года в деревне проживали 63 человека, все русские.

## Садоводства
Поддубье.